# Hugh Nerlien
Hugh Nerlien est un homme politique provincial canadien de la Saskatchewan. Il représente la circonscription de Kelvington-Wadena à titre de député du Parti saskatchewanais de 2016 à 2024.

## Biographie
Né à Kelvington en Saskatchewan, Nerlien obtient un diplôme en administration des affaires de la Saskatchewan Polytechnic (en) et travaille dans le secteur bancaire avant son élection.
Il ne se représente pas pour l'élection de 2024.